# أفورار لوطا (أفورار)
أفورار لوطا هي إحدى مشيخات المملكة المغربية، تتبع جغرافيا لإقليم أزيلال وإداريًا لأفورار. يقدر عدد سكانها بـ 3443 نسمة حسب الإحصاء الرسمي للسكان والسكنى لسنة 2004.